# Kévin Denkey
Kévin Denkey, né le 30 novembre 2000 à Lomé au Togo, est un footballeur international togolais qui joue au poste d'attaquant au FC Cincinnati.

## Biographie

### Carrière en club
Kevin Denkey entre en jeu avec l'équipe pro du Nîmes Olympique pour la première fois le 12 novembre 2016, lors d'un match de Coupe de France contre le FC Istres. 
Pour son premier ballon en Ligue 1, il permet au Nîmes Olympique d'égaliser (2-2) et de prendre son premier point de la saison, face à l'AS Monaco. 
Lors de Nîmes -  Brest il marque le troisième but du Nîmes Olympique dès sa première minute de jeu d’une bicyclette. « Il met des paillettes dans nos vie Kevin » dira le community manager du club.

### Carrière internationale
Le 9 septembre 2018, il reçoit sa première sélection en équipe du Togo, lors d'un match contre le Bénin. Cette rencontre qui se solde par un score nul et vierge rentre dans le cadre des éliminatoires de la Coupe d'Afrique des nations 2019. Le 12 octobre, il inscrit son premier but, lors d'une rencontre de ces mêmes éliminatoires face à la Gambie.

## Palmarès

### Palmarès individuel
- Vainqueur du Soulier d'ébène belge en 2024[2]

## Statistiques
| Saison                | Club                  | Championnat           | Championnat | Championnat | Coupe nationale | Coupe nationale | Coupe de la Ligue | Coupe de la Ligue | Compétition(s) continentale(s) | Compétition(s) continentale(s) | Compétition(s) continentale(s) | Barrages | Barrages | Togo | Togo | Total | Total |
| Saison                | Club                  | Division              | M.          | B.          | M.              | B.              | M.                | B.                | Comp.                          | M.                             | B.                             | M.       | B.       | M.   | B.   | M.    | B.    |
| 2016-2017             | Nîmes Olympique rés.  | CFA 2 Gr. G           | 14          | 7           | -               | -               | -                 | -                 | -                              | -                              | -                              | -        | -        | -    | -    | 14    | 7     |
| 2017-2018             | Nîmes Olympique rés.  | National 3            | 18          | 7           | -               | -               | -                 | -                 | -                              | -                              | -                              | -        | -        | -    | -    | 18    | 7     |
| 2018-2019             | Nîmes Olympique rés.  | National 2            | 12          | 8           | -               | -               | -                 | -                 | -                              | -                              | -                              | -        | -        | 4    | 1    | 16    | 9     |
| 2019-2020             | Nîmes Olympique rés.  | National 2            | 4           | 3           | -               | -               | -                 | -                 | -                              | -                              | -                              | -        | -        | -    | -    | 4     | 3     |
| Sous-total            | Sous-total            | Sous-total            | 48          | 25          | -               | -               | -                 | -                 | -                              | -                              | -                              | -        | -        | 4    | 1    | 52    | 26    |
| 2016-2017             | Nîmes Olympique       | Ligue 2               | 1           | 0           | 1               | 0               | -                 | -                 | -                              | -                              | -                              | -        | -        | -    | -    | 2     | 0     |
| 2019-2020             | Nîmes Olympique       | Ligue 1               | 17          | 3           | 2               | 0               | 0                 | 0                 | -                              | -                              | -                              | -        | -        | 6    | 0    | 25    | 3     |
| 2020-2021             | Nîmes Olympique       | Ligue 1               | 10          | 1           | -               | -               | -                 | -                 | -                              | -                              | -                              | -        | -        | 3    | 0    | 13    | 1     |
| Sous-total            | Sous-total            | Sous-total            | 28          | 4           | 3               | 0               | -                 | -                 | -                              | -                              | -                              | -        | -        | 9    | 0    | 40    | 4     |
| 2018-2019             | AS Béziers (prêt)     | Ligue 2               | 11          | 1           | -               | -               | -                 | -                 | -                              | -                              | -                              | -        | -        | -    | -    | 11    | 1     |
| 2020-2021             | Cercle Bruges KSV     | Division 1A           | 13          | 2           | 3               | 1               | -                 | -                 | -                              | -                              | -                              | -        | -        | -    | -    | 16    | 3     |
| 2021-2022             | Cercle Bruges KSV     | Division 1A           | 28          | 6           | 1               | 1               | -                 | -                 | -                              | -                              | -                              | -        | -        | 9    | 1    | 38    | 8     |
| 2022-2023             | Cercle Bruges KSV     | Division 1A           | 32          | 9           | 2               | 2               | -                 | -                 | -                              | -                              | -                              | 6        | 2        | 3    | 2    | 43    | 15    |
| 2023-2024             | Cercle Bruges KSV     | Division 1A           | 28          | 23          | 1               | 1               | -                 | -                 | -                              | -                              | -                              | 10       | 4        | 7    | 3    | 46    | 31    |
| 2024-2025             | Cercle Bruges KSV     | Division 1A           | 17          | 10          | 1               | 0               | -                 | -                 | C3+C4                          | 4+6                            | 0+5                            | -        | -        | 6    | 2    | 34    | 17    |
| Sous-total            | Sous-total            | Sous-total            | 118         | 50          | 8               | 5               | -                 | -                 | -                              | 10                             | 5                              | 16       | 6        | 25   | 8    | 177   | 74    |
| 2025                  | FC Cincinnati         | MLS                   | -           | -           | -               | -               | -                 | -                 | -                              | -                              | -                              | -        | -        | -    | -    | 0     | 0     |
| Total sur la carrière | Total sur la carrière | Total sur la carrière | 145         | 47          | 10              | 5               | -                 | -                 | -                              | 6                              | 1                              | 16       | 6        | 38   | 9    | 215   | 68    |

### Liste des matches internationaux
| Matches internationaux de Kévin Denkey | Matches internationaux de Kévin Denkey | Matches internationaux de Kévin Denkey                    | Matches internationaux de Kévin Denkey | Matches internationaux de Kévin Denkey | Matches internationaux de Kévin Denkey | Matches internationaux de Kévin Denkey                               |
|                                        | Date                                   | Lieu                                                      | Adversaire                             | Résultat                               | Compétition                            | Notes                                                                |
| -------------------------------------- | -------------------------------------- | --------------------------------------------------------- | -------------------------------------- | -------------------------------------- | -------------------------------------- | -------------------------------------------------------------------- |
| 1.                                     | 9 septembre 2018                       | Stade Général Eyadema, Lomé, Togo                         | Bénin                                  | 0 - 0                                  | Éliminatoires CAN 2019                 | Entré en jeu à la place de Emmanuel Adebayor à la 79e minute de jeu. |
| 2.                                     | 12 octobre 2018                        | Stade Général Eyadema, Lomé, Togo                         | Gambie                                 | 1 - 1                                  | Éliminatoires CAN 2019                 | Entré en jeu à la place de Lalawélé Atakora à la 58e minute de jeu.  |
| 3.                                     | 16 octobre 2018                        | Independence Stadium, Bakau, Gambie                       | Gambie                                 | 0 - 1                                  | Éliminatoires CAN 2019                 | Titulaire.                                                           |
| 4.                                     | 17 novembre 2018                       | Stade Général Eyadema, Lomé, Togo                         | Algérie                                | 1 - 4                                  | Éliminatoires CAN 2019                 | Entré en jeu à la place de Emmanuel Adebayor à la 80e minute de jeu. |
| 5.                                     | 6 septembre 2019                       | Stade de Beaumer, Moroni, Comores                         | Comores                                | 1 - 1                                  | Éliminatoires Coupe du monde 2022      | Entré en jeu à la place de Kodjo Fo Doh Laba à la 87e minute de jeu. |
| 6.                                     | 10 septembre 2019                      | Stade de Kégué, Lomé, Togo                                | Comores                                | 2 - 0                                  | Éliminatoires Coupe du monde 2022      | Entré en jeu à la place de Mathieu Dossevi à la 88e minute de jeu.   |
| 7.                                     | 10 octobre 2019                        | Stade Parsemain, Fos-sur-Mer, France                      | Cap-Vert                               | 2 - 1                                  | Match amical                           | Titulaire et remplacé par Peniel Mlapa à la 46e minute de jeu.       |
| 8.                                     | 13 octobre 2019                        | Stade d'Honneur Marcel Roustan, Salon-de-Provence, France | Guinée équatoriale                     | 1 - 1                                  | Match amical                           | Titulaire et remplacé.                                               |
| 9.                                     | 14 novembre 2019                       | Stade de Kégué, Lomé, Togo                                | Comores                                | 0 - 1                                  | Éliminatoires CAN 2021                 | Entré en jeu à la place de Adewale Olufade à la 73e minute de jeu.   |
| 10.                                    | 18 novembre 2019                       | Centre sportif international Moi, Nairobi, Kenya          | Kenya                                  | 1 - 1                                  | Éliminatoires CAN 2021                 | Entré en jeu à la place de David Henen à la 60e minute de jeu.       |
| 11.                                    | 12 octobre 2020                        | Stade olympique d'El Menzah, Tunis, Tunisie               | Soudan                                 | 1 - 1                                  | Match amical                           | Titulaire et remplacé par Marouf Tchakei à la 46e minute de jeu.     |
| 12.                                    | 14 novembre 2020                       | Stade international du Caire, Le Caire, Égypte            | Égypte                                 | 1 - 0                                  | Éliminatoires CAN 2021                 | Entré en jeu à la place de Kodjo Fo Doh Laba à la 88e minute de jeu. |
| 13.                                    | 17 novembre 2020                       | Stade de Kégué, Lomé, Togo                                | Égypte                                 | 1 - 3                                  | Éliminatoires CAN 2021                 | Entré en jeu à la place de Peniel Mlapa à la 64e minute de jeu.      |

### But international
| But en sélection de Kévin Denkey | But en sélection de Kévin Denkey | But en sélection de Kévin Denkey  | But en sélection de Kévin Denkey | But en sélection de Kévin Denkey | But en sélection de Kévin Denkey | But en sélection de Kévin Denkey |
|                                  | Date                             | Lieu                              | Adversaire                       | Score                            | Résultat                         | Compétition                      |
| -------------------------------- | -------------------------------- | --------------------------------- | -------------------------------- | -------------------------------- | -------------------------------- | -------------------------------- |
| 1.                               | 12 octobre 2018                  | Stade Général Eyadema, Lomé, Togo | Gambie                           | 1 - 1                            | 1 - 1                            | Éliminatoires CAN 2019           |

## Palmarès

### Distinctions personnelles
- Lauréat du Soulier d'ébène belge en 2024.